# KELT-9b

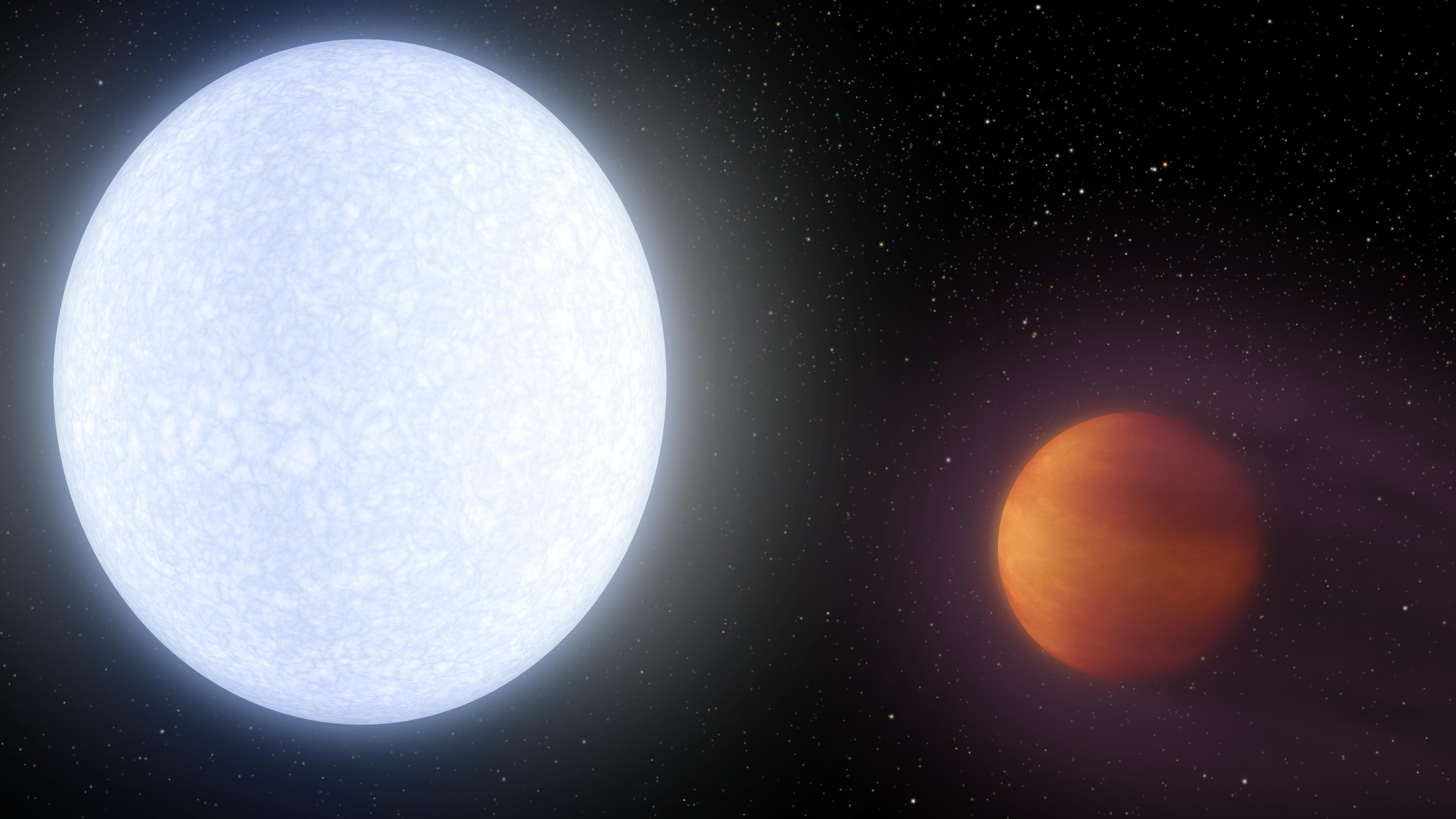
Concepção artística de KELT-9b e sua estrela-mãe.

KELT-9b é um gigante gasoso, provavelmente o mais quente exoplaneta conhecido, com uma temperatura que chega a 4600 K (aproximadamente 4326 ºC), o que o torna mais quente do que  estrelas tipo M, e muitas estrelas tipo K. Ele orbita a estrela HD 195689 (ou KELT-9, uma estrela de sequência principal de tipo A, cerca de 620 anos-luz (190 parsecs) da Terra na constelação de Cisne) em 1 dia e meio.
O planeta está 30 vezes mais próximo de sua estrela do que a distância entre a Terra e o sol. Com isto seu tempo de translação é de 36 horas. Analise espectral detectou que a atmosfera do planeta contem diversos elementos na forma de vapor, entre eles ferro e titânio. A maioria das moléculas encontradas deve estar na forma atômica, devido a quebra das suas por colisões entre partículas que ocorrem em temperaturas extremamente altas. O planeta foi incluido numa nova classificação denominada “Júpiteres ultraquentes”.

## Dissociação de hidrogênio
O calor do KELT-9b é uma quantidade excessiva para as moléculas permanecerem intactas. Moléculas de gás hidrogênio provavelmente são destruídas no lado do dia do KELT-9b, incapazes de se reformar até que seus átomos desarticulados fluam ao redor da noite do planeta. O leve resfriamento da noite é suficiente para permitir que as moléculas de gás hidrogênio se reformem. No lado mais distante do KELT-9b, a noite dura para sempre. Mas gases e calor fluem de um lado para o outro. Se a dissociação do hidrogênio não for considerada, o planeta recebe ventos de alta velocidade de 60 quilômetros por segundo.